# كييل سامويلسون
كييل سامويلسون هو أكاديمي وعالم حاسوب سويدي، ولد في 1932، وتوفي في 4 فبراير 2018 في ستوكهولم في السويد.